# Накси звезда
Награде Накси звезда (изворно Naxi звезда), до 2017. године под називом Накси палма, годишње су радијске музичке награде које од 2011. године додељује Накси радио.

## Накси палма
Накси палма (изворно Naxi палма) награда је коју је Накси радио од 2011. до 2017. године додељивао за најбољу песму по избору слушалаца. Лауреат прве године био је Здравко Чолић за песму Љубавници.
| Година | Добитник       | Песма         |
| ------ | -------------- | ------------- |
| 2011.  | Здравко Чолић  | Љубавници     |
| 2012.  | Кики Лесендрић | Случајно      |
| 2013.  |                | Фина          |
| 2014.  | Здравко Чолић  | Што ти дадох  |
| 2015.  | Сара Јо        | Маховина      |
| 2016.  | Џибони         | Онако, од ока |
| 2017.  | Нина Бадрић    | Дани и године |

## Накси звезда
У жељи да ауторе и извођаче подстакне да стварају још квалитетнију домаћу музику и да критеријуме награђивања прошири и на друге сегменте музике и њене продукције, Накси радио је 2018. године одлучио да се концепт и категорије награда прошире. Награда је тада добила назив Накси звезда. Помоћу гласова слушалаца додељује се у шест категорија:
- Накси звезда за песму године (2011—данас; до 2018. је носила назив Накси палма)
- Накси звезда за албум године (2019—2021, 2023—данас)
- Накси звезда за певача године (2018—данас)
- Накси звезда за певачицу године (2019—данас)
- Накси звезда за музичку сарадњу године (2019—2020, 2022—данас)
- Накси звезда за концерт године (2018—данас)

Истовремено, на основу одлуке уредничког колегијума Накси радија додељују се два важна признања: Накси звезда за сва времена и Накси звезда за изузетан допринос музици.
- Накси звезда за изузетан допринос музици је признање која велича ствараоце и извођаче који су својом музиком и делом обележили деценије за нама, које слави музику и скреће пажњу на важне јубилеје и успехе највећих музичких звезда. Додељује се од 2019. године.
- Накси звезда за сва времена сматра се најзначнијим признањем које додељује Накси радио и говори о безвременском значају појединаца, чији је свеукупни рад постао део наслеђа генерација. Додељује се од 2019. године.[1]

### 2018.
Слушаоци су током маја 2018. гласали за своје музичке фаворите путем специјално креиране платформе. Маја Раковиц, власница и главна и одговорна уредница Накси радија, добитнике је саопштила 1. јуна 2018. у емисији Јутро уз Свету Стефановића. Свечаност доделе награда уприличена је 4. јуна 2018. у Београду.
| Категорија     | Добитник                                  |
| -------------- | ----------------------------------------- |
| Песма године   | Љубави моја — Александра Радовић          |
| Певач године   | Жељко Бебек                               |
| Концерт године | (Сава центар, Београд, 24. новембар 2017) |

### 2019.
Слушаоци су у периоду од 3. маја до 3. јуна 2019. гласали за своје музичке фаворите путем специјално креиране платформе. Свечана додела награда одржана је 4. јуна 2019. у Позоришту на Теразијама, а водитељи програма били су Жарко Степанов и Данијела Милошевић.
| Категорија                  | Добитник                                                    |
| --------------------------- | ----------------------------------------------------------- |
| Песма године                | Било би лако — Бајага и инструктори                         |
| Албум године                | Море без обала —                                            |
| Певач године                | Тони Цетински                                               |
| Певачица године             | Невена Божовић                                              |
| Концерт године              | Масимо Савић (Сава центар, Београд, 14. фебруар 2019)       |
| Музичка сарадња/дует године | Тијана Богићевић и Душан Алагић (за песму Хајде онда ништа) |
| Изузетан допринос музици    | Александра Милутиновић                                      |
| Накси звезда за сва времена | Оливер Драгојевић                                           |

### 2020.
Слушаоци су у периоду од 1. до 30. јуна 2020. гласали за своје музичке фаворите путем специјално креиране платформе. С обзиром на ситуацију са пандемијом ковида 19, Накси радио ове године није организовао свечану доделу награда. Добитници су проглашени 1. јула 2020. у 7 сати ујутру.
| Категорија                  | Добитник                                                   |
| --------------------------- | ---------------------------------------------------------- |
| Песма године                | Рођено моје — Северина                                     |
| Албум године                | Сарајево 1985—2020. — Црвена јабука                        |
| Певач године                | Сергеј Ћетковић                                            |
| Певачица године             | Александра Радовић                                         |
| Концерт године              | Здравко Чолић (Штарк арена, Београд)                       |
| Музичка сарадња/дует године | Невена Божовић и Душан Алагић (за песму Нестајем с ветром) |
| Изузетан допринос музици    | Жељко Самарџић                                             |
| Накси звезда за сва времена | Здравко Чолић                                              |

### 2021.
Слушаоци су у периоду од 14. маја до 11. јуна 2021. гласали за своје музичке фаворите путем специјално креиране платформе. Ове године није додељена Накси звезда за музичку сарадњу године. Добитници су проглашени 14. јуна 2021. у 14 часова.
| Категорија                  | Добитник                                                                        |
| --------------------------- | ------------------------------------------------------------------------------- |
| Песма године                | Ми — Дино Мерлин                                                                |
| Албум године                | Тврђава — Црвена јабука                                                         |
| Певач године                | Дино Мерлин                                                                     |
| Певачица године             | Марија Шерифовић                                                                |
| Концерт године              | Бајага и инструктори (Концерт за Црвену зону, Стадион Ташмајдан, Београд, 2020) |
| Изузетан допринос музици    | Александар Сања Илић                                                            |
| Накси звезда за сва времена | Ђорђе Балашевић                                                                 |

### 2022.
Слушаоци су у периоду од 4. маја до 3. јуна 2022. гласали за своје музичке фаворите путем специјално креиране платформе. Ове године је изостављена награда за албум године, али је враћена она за музичку сарадњу године. Такође, успостављене су три нове награде: Накси звезда за најбољи музички пројекат, Накси звезда за музичког продуцента године и Накси звезда за најбоље стилизовану музичку звезду. Уреднички колегијум Накси радија самостално одлучује о добитницима награда за најбољи музички пројекат и музичког продуцента године, док најстилизованију музичку звезду бира у сарадњи са часописом Story. Свечана додела награда одржана је 16. јуна 2022. у Позоришту на Теразијама, а водитељка програма била је Јелена Гавриловић.
| Категорија                         | Добитник                                           |
| ---------------------------------- | -------------------------------------------------- |
| Песма године                       | Лажу фотографије — Џибони                          |
| Певач године                       | Џибони                                             |
| Певачица године                    | Нина Бадрић                                        |
| Концерт године                     | (Високи напон, Комбанк дворана, Београд, 2022)     |
| Музичка сарадња године             | Лукијан Ивановић и Душан Алагић (за песму Да знаш) |
| Најбољи музички пројекат           | Моја Нова година — Ана Станић                      |
| Музички продуцент године           | Махир Сарихоџић                                    |
| Најбоље стилизована музичка звезда | Сара Јо                                            |
| Изузетан допринос музици           | Сергеј Ћетковић                                    |
| Накси звезда за сва времена        | Аки Рахимовски                                     |

### 2023.
Слушаоци су у периоду од 15. маја до 8. јуна 2023. гласали за своје музичке фаворите путем специјално креиране платформе. Ове године је поново успостављена награда за албум године, која се додељује на основу гласова публике. По први пут је додељена награда за музички камбек, а о добитнику је одлучивао уреднички колегијум Накси радија. Награда за најбоље стилизовану музичку звезду, која се додељује у сарадњи са часописом Story, ове године је добила нови назив — Накси звезда за најбољи спој музике и моде. Свечана додела награда одржана је 8. јуна 2023. у Позоришту на Теразијама, а водитељка програма је поново била Јелена Гавриловић.
| Категорија                  | Добитник                                                                  |
| --------------------------- | ------------------------------------------------------------------------- |
| Песма године                | Крила од дима — Тијана Богићевић                                          |
| Албум године                | Ходај — Неверне бебе                                                      |
| Певач године                | Борис Режак                                                               |
| Певачица године             | Јелена Томашевић                                                          |
| Концерт године              | Жељко Самарџић (МТС дворана, Београд, 2022)                               |
| Музичка сарадња године      | Рогати, Борис Режак и Александар Софронијевић (за песму Пожелим ти срећу) |
| Музички пројекат године     | Знам — Калиопи и Жељко Самарџић                                           |
| Музички пројекат године     | Алхемичар — Зана                                                          |
| Музички продуцент године    | Кики Лесендрић                                                            |
| Музички камбек              | Регина                                                                    |
| Најбољи спој музике и моде  | Дино Мерлин                                                               |
| Изузетан допринос музици    | Александра Радовић                                                        |
| Накси звезда за сва времена | Корнелије Ковач                                                           |
| Накси звезда за сва времена | Масимо Савић                                                              |

### 2024.
Слушаоци су у периоду од 10. до 28. маја 2024. гласали за своје музичке фаворите путем специјално креиране платформе. Награди за најбољи спој музике и моде је ове године враћен првобитни назив — Накси звезда за најбоље стилизовану музичку звезду.  Уреднички колегијум Накси радија није доделио награду за продуцента године. Свечана додела награда одржана је 28. маја 2024. у Позоришту на Теразијама, а водитељка програма је и овога пута била Јелена Гавриловић.
| Категорија                         | Добитник                                             |
| ---------------------------------- | ---------------------------------------------------- |
| Песма године                       | Господска улица — Борис Режак                        |
| Албум године                       | Долази љубав — Марија Шерифовић                      |
| Певач године                       | Сергеј Ћетковић                                      |
| Певачица године                    | Јелена Томашевић                                     |
| Концерт године                     | Џибони (Штарк арена, Београд, 2023)                  |
| Музичка сарадња године             | Марија Шерифовић и Матија Цвек (за песму Пола сунца) |
| Музички пројекат године            | Странац — Наташа Михајловић                          |
| Музички пројекат године            | Кад одем — Тијана Богићевић                          |
| Музички камбек                     | Вана                                                 |
| Најбоље стилизована музичка звезда | Александра Радовић                                   |
| Изузетан допринос музици           | Момчило Бајагић Бајага                               |
| Накси звезда за сва времена        | Бисера Велетанлић                                    |

### 2025.
Слушаоци су у периоду од 5. до 27. маја 2024. гласали за своје музичке фаворите путем специјално креиране платформе. Награда за камбек године овога пута није додељена. Уреднички колегијум Накси радија доделио је по први пут награду за звезду у успону. Свечана додела награда одржана је 27. маја 2025. у Позоришту на Теразијама, а водитељка програма је и овога пута била Јелена Гавриловић.
| Категорија                         | Добитник                                                          |
| ---------------------------------- | ----------------------------------------------------------------- |
| Песма године                       | Праве љубави — Александра Радовић                                 |
| Албум године                       | Кофер — Сергеј Ћетковић                                           |
| Певач године                       | Борис Режак                                                       |
| Певачица године                    | Нина Бадрић                                                       |
| Концерт године                     | Неверне бебе (МТС дворана, Београд, 2025)                         |
| Музичка сарадња године             | Милан Бујаковић, Сергеј Ћетковић и Душан Алагић (за песму Сториа) |
| Музички пројекат године            | Плава дворана Сава центра                                         |
| Музички пројекат године            | Поезија и песма живота — Борис Режак и Марко Милошевић            |
| Звезда у успону                    | Милан Бујаковић                                                   |
| Најбоље стилизована музичка звезда | Лена Ковачевић                                                    |
| Изузетан допринос музици           | Ненад Милосављевић                                                |
| Накси звезда за сва времена        | Јосипа Лисац                                                      |

## Вишеструки добитници
| Број награда | Добитници |
| ------------ | --- |
| 5            | Александра Радовић · Борис Режак · Сергеј Ћетковић |
| 4            | Душан Алагић · Здравко Чолић · Џибони |
| 3            | Нина Бадрић · Тијана Богићевић · Дино Мерлин · Жељко Самарџић · Марија Шерифовић                                                                      |
| 2            | Бајага и инструктори · Невена Божовић · Милан Бујаковић · Сара Јо · Кики Лесендрић · Неверне бебе · Масимо Савић · Јелена Томашевић · Црвена јабука · |